# Szápár
Szápár [sápár] (slovensky Cafár) je obec v Maďarsku v župě Veszprém, spadající pod okres Zirc. Nachází se asi 16 km severovýchodně od Zirce a asi 33 km severovýchodně od Veszprému. V roce 2015 zde žilo 481 obyvatel. Dle údajů z roku 2011 tvoří 94,2 % obyvatelstva Maďaři a 11,3 % Slováci, přičemž 11,1 % obyvatel se ke své národnosti nevyjádřilo.
Sousedními obcemi jsou Bakonycsernye, Csetény, Jásd a Tés.